# Federico Mínguez y Cubero
Federico Mínguez y Cubero fue un escritor y periodista español.

## Biografía
Nacido en Madrid el 8 de febrero de 1852, fue autor dramático y periodista. Participó como redactor en La Correspondencia de España desde 1881 a 1895 y con el seudónimo de «El Tío Capa» firmaba textos taurinos en La Lidia, El Toreo Cómico y otras publicaciones periódicas. Entre sus aportaciones al teatro se encontraron títulos como Contratos al vuelo (pasillo cómicolírico, 1883), Escapar con suerte (juguete, 1884) y Conspiración femenina (con Ángel Rubio, 1885).